# میلیند سمان
میلیند سمان (انگلیسی: Milind Soman؛ زادهٔ ۴ نوامبر ۱۹۶۵) یک هنرپیشه، و مانکن (فرد) اهل هند است.
از فیلم‌هایی که وی در آن نقش داشته‌است می‌توان به آشپز، باجی‌رائو و مستانه، جرم، آتش و باران، ایده، نوجوان، الکس پاندیان، زوج شکن، یک شب جمعه، باگماتی، دو آفتاب کم نور، چهار باران می‌آید، کفتار (۲۰۲۳) و ستاره دریایی (۲۰۲۳) اشاره کرد.